# جيمس مكينلي
جيمس مكينلي (بالإنجليزية: James McKinley)‏ هو مدرب رياضي أمريكي، ولد في 25 فبراير 1945 في شيكاغو في الولايات المتحدة، وتوفي في 6 يوليو 2012 في تاماراك في الولايات المتحدة.